# Aulos-Sinsat
Aulos-Sinsat – gmina we Francji, w regionie Oksytania, w departamencie Ariège. W 2013 roku liczba ludności wynosiła 170 mieszkańców. 
Gmina została utworzona 1 stycznia 2019 roku z połączenia dwóch ówczesnych gmin: Aulos oraz Sinsat. Siedzibą gminy została miejscowość Sinsat. 